# (6875) 1994 NG1
(6875) 1994 NG1 (1994 NG1, 1934 QB, 1953 RK, 1977 DH2, 1991 RT30, 4643 T-1) — астероїд головного поясу, відкритий 4 липня 1994 року.
Тіссеранів параметр щодо Юпітера — 3,673.